# Хрущово-Подлєсне
Хрущово-Подлєсне (рос. Хрущёво-Подлесное) — село у Данковському районі Липецької області Російської Федерації.
Населення становить 14 осіб. Належить до муніципального утворення Баловненська сільрада.

## Історія
Хрущово-Подлєсне — центр Хрущовського сільского поселення. Стоїть у витоку річки Перехваль.
Виникло в кінці XVI століття. В документах 1627—1628 рр. говориться: «Перехваль, а Хрущово тож, за Клементієм та за Василем Борисовими дітьми Хрущева, под Романцівським лісом, на річці Перехваль»
Назва  походить— по прізвищам  людей Хрущовим і по місцезнаходженню навколо лісу. Поряд річки Перехваль
З 13 червня 1934 до 26 вересня 1937 року у складі Воронезької області, у 1937-1954 роках — Рязанської області. Відтак входить до складу Липецької області.
Згідно із законом від 23 вересня 2004 року № 126-ОЗ органом місцевого самоврядування є Баловненська сільрада.

## Населення
| 2010 |
| ---- |
| 14   |